# Esateuco
Esateuco (gr. "Sei astucci", in assonanza a Pentateuco) è un termine poco usato per indicare i primi sei libri dell'Antico testamento, e cioè il Pentateuco o Torah (Genesi, Esodo, Levitico, Numeri, Deuteronomio) e il Libro di Giosuè (il quale, dal punto di vista dell'ordine del racconto, è considerato la continuazione del Deuteronomio). 
I sei libri narrano la storia del popolo d'Israele prima del tempo dei Giudici. I fatti in esso narrati si svolgono fra la Mesopotamia, Canaan e l'Egitto e si concludono con la conquista della Terra Promessa.
Gli studi di esegesi biblica sull'Esateuco nascono dalla riflessione che la narrazione contenuta nel Pentateuco si interrompe bruscamente al confine della Palestina e trova la sua naturale conclusione nel Libro di Giosuè. Da ciò seguirebbe che i sei libri costituiscono una unità letteraria (anche se ottenuta incorporando e adattando anche testi precedenti) e gli studiosi dell'Esateuco hanno appunto cercato di verificare questa ipotesi.
All'ipotesi dell'Esateuco si contrappongono:
- L'ipotesi del Tetrateuco che enfatizza l'unità letteraria dei soli primi quattro libri della Bibbia;
- L'ipotesi dell'Enneateuco, che sottolinea i legami fra tutti i primi nove libri, in cui vengono raccontate le vicende del popolo ebraico sino all'esilio babilonese.

## Personaggi degni di nota
- Adamo (primo uomo)
- Eva (prima donna)
- Abele (prima vittima di un omicidio)
- Caino (primo assassino)
- Enoch (fu rapito e portato in cielo senza vedere la morte, il che succede solo in un altro caso nella Bibbia, ovvero ad Elia)
- Matusalemme (uomo più vecchio della Bibbia)
- Noè (scelto per salvare dal diluvio universale il genere umano e le creature della terra)
- Abramo (il grande patriarca)
- Isacco (figlio di Abramo che prosegue la stirpe ebraica)
- Ismaele (figlio di Abramo che inizia la stirpe araba)
- Giacobbe (padre di 12 figli che danno inizio al popolo di Israele)
- Giuseppe (venduto dai fratelli, porta il popolo di Israele in Egitto)
- Mosè (fa uscire il popolo dal paese d'Egitto)
- Aronne (fratello di Mosè e primo sommo sacerdote)
- Miriam (sorella di Mosè e profetessa)
- Giosuè (successore di Mosè)
- Caleb (fra le 12 spie, mandate a esplorare il paese, è l'unica, insieme a Giosuè, a dare un resoconto favorevole alla conquista del paese di Canaan)